# Douglas H. Wheelock
Douglas Harry Wheelock, né le 5 mai 1960 est un astronaute américain.

## Activités d'astronaute
Il participe à la mission internationale STS-120, baptisée Esperia par l'Agence spatiale européenne, sur la navette américaine Discovery, mission qui a débuté le 23 octobre 2007 (17h38, heure française) à destination de l'ISS.
Le 15 juin 2010, il décolle à bord de Soyouz TMA-19. Il est de retour sur Terre le vendredi 26 novembre 2010.